# ثايثيلبيرازين
ثايثيلبيرازين (بالإنجليزية: Thiethylperazine)‏ هو دواء يُستعمل في علاج:
- تقيؤ[6]

## دوره
يلعب هذا الدواء دورًا في علاج الأمراض كونه:
- مضادات الدوبامين
- مضاد قيء